# José de la Paz Herrera
José de la Paz Herrera Uclés (Soledad, 21 de novembro de 1940 – Tegucigalpa, 28 de abril de 2021) foi um futebolista e treinador de futebol hondurenho, conhecido por dirigir a seleção de seu país na Copa de 1982.

## Carreira

### Jogador
De la Paz, conhecido em seu país por "Chelato Uclés" (apelido dado por um amigo de infância, Danieri Flores), teve uma carreira de jogador bastante discreta: entre 1946 e 1966, defendeu o Atlético Español, onde atuava como meio-campista, deixando os gramados ainda jovem, com 26 anos de idade.

### Treinador
Tornou-se técnico em 1969, quando foi contratado pelo Motagua. Após passagens por Olimpia, Real España e Marathón, foi confirmado como técnico de Honduras em 1979, substituindo Peter Lange. Paralelamente exercia a função no Broncos, uma pequena agremiação local.
Tornou-se um herói nacional ao classificar Honduras pela primeira vez a uma Copa do Mundo, eliminando México e Canadá no hexagonal final das eliminatórias da CONCACAF, onde a seleção de El Salvador também se classificou. No Mundial da Espanha, Honduras chegou a sonhar com a classificação para a segunda fase, mas um pênalti cometido no jogo frente à Iugoslávia estragou as chances dos "Catrachos", que terminaram a Copa em 18.º lugar, à frente da tradicional Tchecoslováquia.
De la Paz comandaria Honduras novamente em 1985, desta vez não tendo sucesso. Comandou ainda Universidad (antes da segunda passagem pela seleção), Marathón (quatro passagens), Santos Laguna, Olimpia (três passagens), Independiente Villela, a seleção sub-20 de Honduras, Platense, a seleção de Belize, e teve ainda uma segunda passagem no comando técnico do Real España, em 2012, sendo nomeado diretor-esportivo da equipe em maio. Maus resultados fizeram com que De la Paz abdicasse da função em setembro.
Conquistou cinco campeonatos nacionais durante suas passagens pelo Olimpia, Marathon e Real España.

## Morte
Herrera morreu em 28 de abril de 2021 no Instituto Hondureño de Seguro Social de Tegucigalpa, aos oitenta anos de idade, devido a um infarto.